# Jan Antonín Harbuval Chamaré

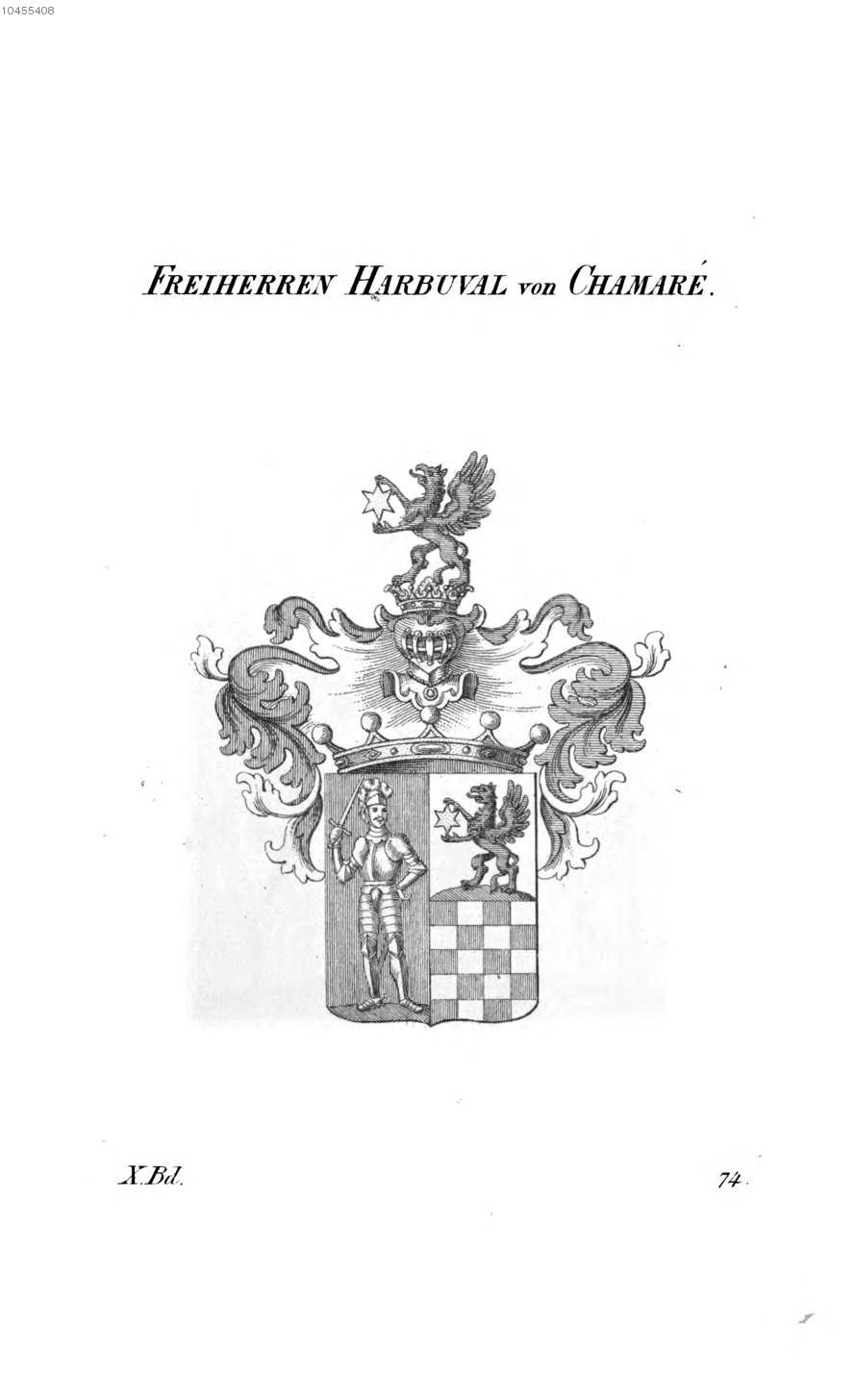
Erb rodu pánů Harbuval a Chamaré

Jan Antonín Harbuval Chamaré (16. listopadu 1737, Lehnice, dnes Polsko – 17. února 1808, Nové Hrady), příslušník původně francouzského, poté slezského panského rodu, který se v roce 1746 zakoupil v Čechách.

## Život

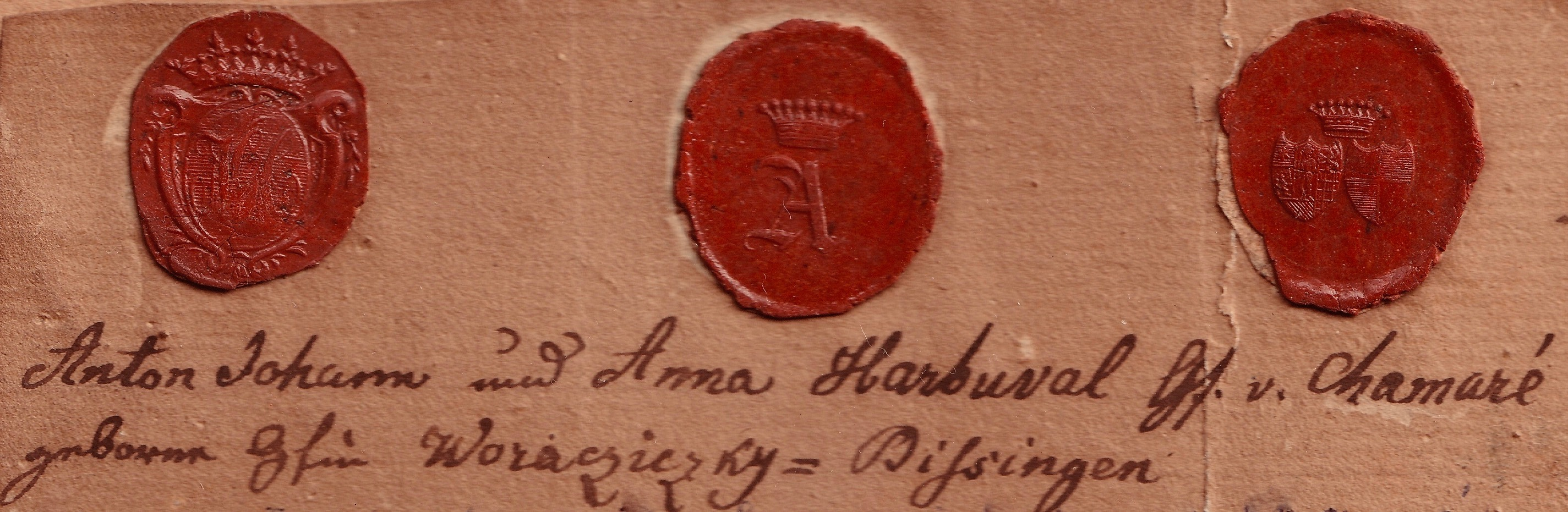
Pečetě J.A. Harbuval Chamaré & Anna Woracziezky, Nové Hrady, Potštejn

Jan Antonín se narodil jako druhý syn Jana Ludvíka Harbuvala Chamaré z jeho třetí manželky Anny Barbory ze Sanningu. V roce 1746 spolu s rodiči odešel do Čech na panství Potštejn. V letech 1750–1751 studoval na piaristickém gymnáziu v Bílé Vodě, později studoval ve Vídni práva, přičemž jej zaujaly také architektura a stavitelství. Za manželku pojal v únoru 1764 Marii Johanu hraběnku z Valdštejna-Vartemberka († 26. března 1792). Manželství zůstalo bez potomků. Jeho druhou manželkou se stala Marie Anna Dobřenská z Dobřenic. Z tohoto manželství se narodilo 10 potomků, dospělosti se však dožili pouze dva synové a dcera.
Po smrti svého otce v roce 1764 se Jan Antonín ujal správy statků, ale nepodařilo se mu navázat na podnikatelské úspěchy v oboru plátenictví. V roce 1770 byl donucen ohlásit likvidaci potštejnské textilní manufaktury. Také jeho experimenty s výrobou bavlny a hedvábí v Potštejně skončily nezdarem. Věčnou slávu sporné hodnoty mu však zajistily jeho desetiletí trvající neúspěšné pokusy o nalezení pokladu na hradě Potštejně a v letech 1771–1773 na nedalekém Velešově. Jan Antonín těmito aktivitami výrazně přispěl k chátrání Potštejna a těžbou stavebního kamene na Velešově (k jeho dopravě do Potštejna zřídil lanovku) prakticky k likvidaci tohoto hradu. Hledání pokladu na Velešově popsal v roce 1782 v německojazyčném vyprávění (vydaném v roce 2007 v českém překladu), v rozsáhlejším rukopise pak vylíčil své počínání na potštejnském hradě.
Po smrti své matky se ujal správy panství Nové Hrady, kde nechal mezi lety 1774–1777 vystavět rokokový zámek. Vedle správy obou statků působil v úřadu dvorského lenního a komorního práva v Praze, v jehož rámci vykonával poručnický dohled nad statky nezletilých osiřelých šlechticů.
Od roku 1787 se Jan Antonín zajímal o vzduchoplavbu, inspiraci našel u pokusů bratří Montgolfierů. V červenci 1791 provedl v Potštejně několik pokusů s balóny z hedvábné tkaniny. Předešel tím o několik měsíců představení francouzského vzduchoplavce Jeana-Pierra Blancharda, předváděné na korunovačních slavnostech císaře Leopolda II. v Praze.
Je pohřben v rodinné hrobce ve farním kostele v Nových Hradech.
Jeho hledání zpracoval spisovatel Alois Jirásek v povídce Poklad, podle níž roku 1984 režisér Zdeněk Troška natočil film Poklad hraběte Chamaré (hraběnku Marii Karolínu Chamaré v něm zahrála herečka Blanka Bohdanová).

## Dílo
- KRATOCHVÍL, Vilém / SMUTNÝ, Bohumír (edd.). Jan Antonín hrabě Harbuval a Chamaré: Popis dobývání pokladu na Tempelbergu v letech 1771, 1772 a 1773. Potštejn 2007